# San Rocco al Porto
San Rocco al Porto es una localidad y comune italiana de la provincia de Lodi, región de Lombardía, con 3.249 habitantes.

## Sanroquinos destacados
- Domingo María Mezzadri, obispo de Chioggia de 1920 hasta 1936.

## Evolución demográfica
| Gráfica de evolución demográfica de San Rocco al Porto entre 1861 y 2001 |
|                                                                          |
| Fuente ISTAT - elaboración gráfica de Wikipedia                          |